# Catharinus Elling
Catharinus Elling, född den 13 september 1858 i Kristiania (nuvarande Oslo), död där den 8 januari 1942, var en norsk tonsättare, bror till Ægidius Elling.
Elling, som blev student 1874, tog 1883 språklig-historisk lärarexamen och verkade någon tid som lärare. Han drogs emellertid alltmer till musiken, som han med offentligt understöd studerade under upprepade, delvis fleråriga uppehåll i Leipzig och Berlin. Från 1899 åtnjöt han statsunderstöd av stortinget. 
Elling komponerade ett stort antal sånger, danser och klaverstycken, operan Kosackerna (text av Edvard Hagerup Bull), oratoriet Den förlorade sonen (text av Jonas Dahl), mellanaktsmusiken till Shakespeares "Midsommarnattsdrömmen" och en Symfoni i a-dur (uppförd 1890). 
1898 började han på offentligt uppdrag samla folkvisemelodier under resor genom Setesdalen och från Sognefjord till Trondheim. Elling utgav dessa melodier i bearbetat skick under titlar som Norske folkemelodier for klaver, Norske folkeviser for sang og klaver och Slåtter for fiolin og klaver. 